# Albert Park Circuit
Albert Park Circuit je závodní okruh formule 1 okolo jezera v Albert Park, situovaný asi tři kilometry jižně od středu města Melbourne. Od roku 1996 se tu pravidelně koná Grand Prix Austrálie. První závody formule 1 se tu konaly již v letech 1953 a 1956, které se ovšem do výsledků šampionátu nezapočítávaly. Jako závodní dráha jsou využívány běžné silnice okolo uměle vybudovaného jezera v centrální obchodní čtvrti města Melbourne. Avšak ve srovnání s jinými městskými okruhy je trať v Albert Parku relativně rychlá. Na třech místech trati monoposty dosahují rychlosti téměř 300 km/h a průměrná rychlost se pohybuje okolo 225 km/h.

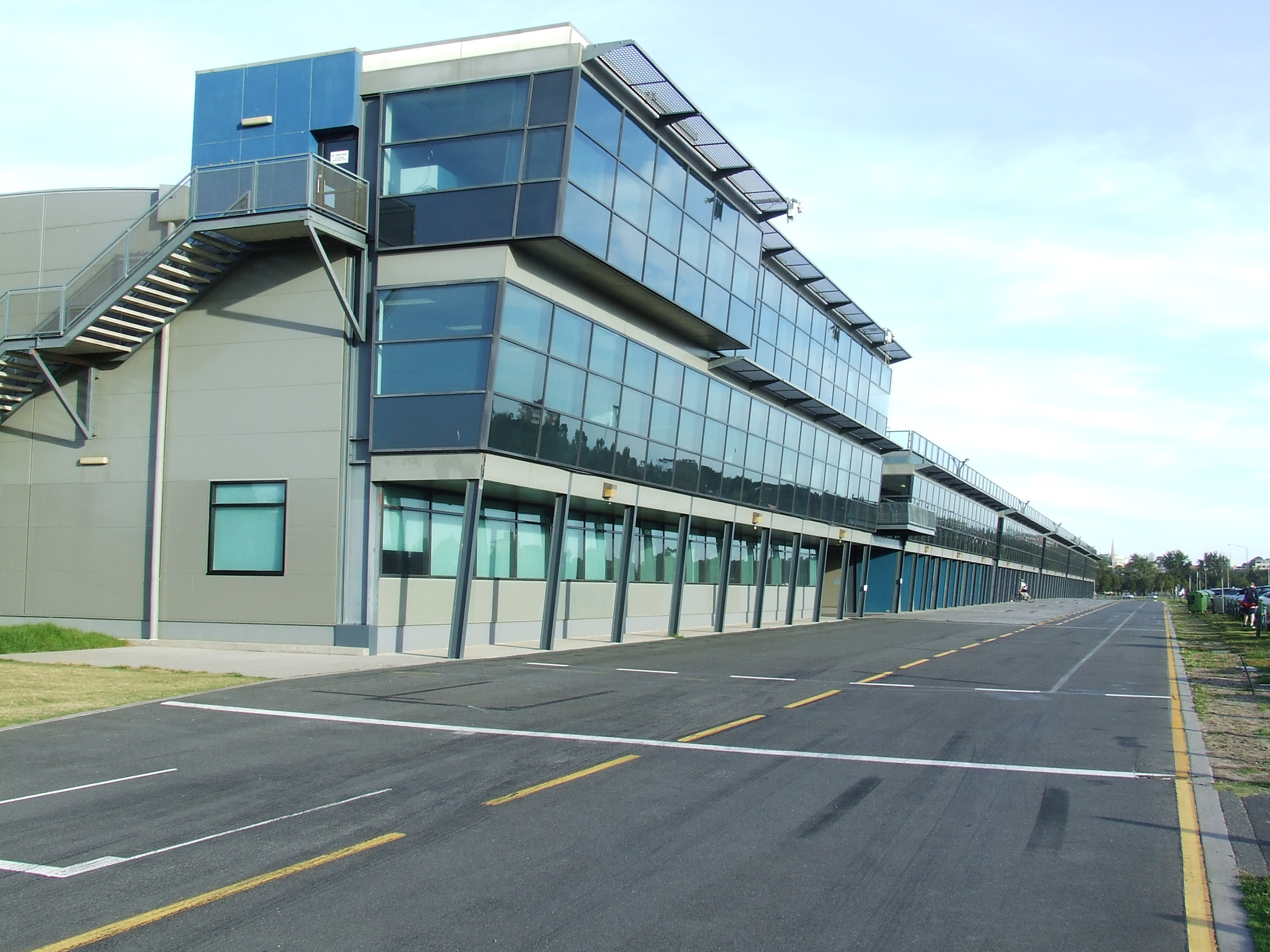
Hlavní budova okruhu

Většina částí této tratě jsou prakticky každý den využívány v normálním provozu, po cestě Albert Park Lane, které vede okolo malého, uměle vytvořeného jezera. Tyto části trati byly před prvním závodem v roce 1996 znovu vyasfaltovány, aby zajistili konzistenčnost a hladkost povrchu trati. Výsledkem toho, v porovnání s jinými závodními okruhy, které jsou také součástí na veřejných cest, je povrch okruhu v Albert Park velmi hladký.
Trať je pro jezdce velice zajímavá, protože se skládá z celkem rychlých a relativně jednoduchých pasáží. Závodníci mají tuto trať mj. rádi i proto, že její konzistentní umístění zatáček je pro jezdce jednoduché na zapamatování a tím pádem jsou schopni dosahovat lepších časů. Avšak na trati je málo míst k předjíždění.
Každý rok je většina oplocení kolem trati, nadchody, tribuny a další prvky infrastruktury použité při závodě vybudována přibližně tři měsíce před samotnou grand prix a je odstraněna během následujících šesti týdnů po závodě.

## Formule 1
| No. | Rok  | Jezdec                           | Konstruktér                      | Motor                            | Čas                              | Délka kola                       | Počet kol                        | Rychlost                         | Datum                            |
| --- | ---- | -------------------------------- | -------------------------------- | -------------------------------- | -------------------------------- | -------------------------------- | -------------------------------- | -------------------------------- | -------------------------------- |
| 1   | 1996 | Damon Hill                       | Williams                         | Renault                          | 1:32:50,491 h                    | 5,302 km                         | 58                               | 198,736 km/h                     | 10. březen                       |
| 2   | 1997 | David Coulthard                  | McLaren                          | Mercedes                         | 1:30:28,718 h                    | 5,302 km                         | 58                               | 203,926 km/h                     | 9. březen                        |
| 3   | 1998 | Mika Häkkinen                    | McLaren                          | Mercedes                         | 1:31:45,996 h                    | 5,303 km                         | 58                               | 201,102 km/h                     | 8. březen                        |
| 4   | 1999 | Eddie Irvine                     | Ferrari                          | Ferrari                          | 1:35:01,659 h                    | 5,303 km                         | 57                               | 190,852 km/h                     | 7. březen                        |
| 5   | 2000 | Michael Schumacher               | Ferrari                          | Ferrari                          | 1:34:01,987 h                    | 5,303 km                         | 58                               | 196,255 km/h                     | 12. březen                       |
| 6   | 2001 | Michael Schumacher               | Ferrari                          | Ferrari                          | 1:38:26,533 h                    | 5,303 km                         | 58                               | 187,465 km/h                     | 4. březen                        |
| 7   | 2002 | Michael Schumacher               | Ferrari                          | Ferrari                          | 1:35:36,792 h                    | 5,303 km                         | 58                               | 193,011 km/h                     | 3. březen                        |
| 8   | 2003 | David Coulthard                  | McLaren                          | Mercedes                         | 1:34:42,124 h                    | 5,303 km                         | 58                               | 194,868 km/h                     | 9. březen                        |
| 9   | 2004 | Michael Schumacher               | Ferrari                          | Ferrari                          | 1:24:15,757 h                    | 5,303 km                         | 58                               | 219,011 km/h                     | 7. březen                        |
| 10  | 2005 | Giancarlo Fisichella             | Renault                          | Renault                          | 1:24:17,336 h                    | 5,303 km                         | 57                               | 215,168 km/h                     | 6. březen                        |
| 11  | 2006 | Fernando Alonso                  | Renault                          | Renault                          | 1:34:27,870 h                    | 5,303 km                         | 57                               | 191,990 km/h                     | 2. duben                         |
| 12  | 2007 | Kimi Räikkönen                   | Ferrari                          | Ferrari                          | 1:25:28,770 h                    | 5,303 km                         | 58                               | 215,893 km/h                     | 18. březen                       |
| 13  | 2008 | Lewis Hamilton                   | McLaren                          | Mercedes                         | 1:34:50,616 h                    | 5,303 km                         | 58                               | 194,578 km/h                     | 16. březen                       |
| 14  | 2009 | Jenson Button                    | Brawn                            | Mercedes                         | 1:34:15,784 h                    | 5,303 km                         | 58                               | 195,776 km/h                     | 29. březen                       |
| 15  | 2010 | Jenson Button                    | McLaren                          | Mercedes                         | 1:33:36,531 h                    | 5,303 km                         | 58                               | 197,144 km/h                     | 28. březen                       |
| 16  | 2011 | Sebastian Vettel                 | Red Bull                         | Renault                          | 1:29:30,259 h                    | 5,303 km                         | 58                               | 206,184 km/h                     | 27. březen                       |
| 17  | 2012 | Jenson Button                    | McLaren                          | Mercedes                         | 1:34:09,565 h                    | 5,303 km                         | 58                               | 195,991 km/h                     | 18. březen                       |
| 18  | 2013 | Kimi Räikkönen                   | Lotus                            | Renault                          | 1:30:03,225 h                    | 5,303 km                         | 58                               | 204,926 km/h                     | 17. březen                       |
| 19  | 2014 | Nico Rosberg                     | Mercedes                         | Mercedes                         | 1:32:58,710 h                    | 5,303 km                         | 57                               | 195,059 km/h                     | 16. březen                       |
| 20  | 2015 | Lewis Hamilton                   | Mercedes                         | Mercedes                         | 1:31:54,067 h                    | 5,303 km                         | 58                               | 200,808 km/h                     | 15. březen                       |
| 21  | 2016 | Nico Rosberg                     | Mercedes                         | Mercedes                         | 1:48:15,565 h                    | 5,303 km                         | 57                               | 167,526 km/h                     | 20. březen                       |
| 22  | 2017 | Sebastian Vettel                 | Ferrari                          | Ferrari                          | 1:24:11,672 h                    | 5,303 km                         | 57                               | 215,409 km/h                     | 26. březen                       |
| 23  | 2018 | Sebastian Vettel                 | Ferrari                          | Ferrari                          | 1:29:33,283 h                    | 5,303 km                         | 58                               | 206,069 km/h                     | 25. březen                       |
| 24  | 2019 | Valtteri Bottas                  | Mercedes                         | Mercedes                         | 1:25:27,325 h                    | 5,303 km                         | 58                               | 215,954 km/h                     | 17. březen                       |
| –   | 2020 | Zrušeno kvůli pandemii covidu-19 | Zrušeno kvůli pandemii covidu-19 | Zrušeno kvůli pandemii covidu-19 | Zrušeno kvůli pandemii covidu-19 | Zrušeno kvůli pandemii covidu-19 | Zrušeno kvůli pandemii covidu-19 | Zrušeno kvůli pandemii covidu-19 | Zrušeno kvůli pandemii covidu-19 |
| –   | 2021 | Zrušeno kvůli pandemii covidu-19 | Zrušeno kvůli pandemii covidu-19 | Zrušeno kvůli pandemii covidu-19 | Zrušeno kvůli pandemii covidu-19 | Zrušeno kvůli pandemii covidu-19 | Zrušeno kvůli pandemii covidu-19 | Zrušeno kvůli pandemii covidu-19 | Zrušeno kvůli pandemii covidu-19 |
| 25  | 2022 | Charles Leclerc                  | Ferrari                          | Ferrari                          | 1:27:46,548 h                    | 5,278 km                         | 58                               | 209,254 km/h                     | 10. duben                        |
| 26  | 2023 | Max Verstappen                   | Red Bull                         | RBPT                             | 2:32:38,371 h                    | 5,278 km                         | 58                               | 120,332 km/h                     | 2. duben                         |
| 27  | 2024 | Carlos Sainz Jr.                 | Ferrari                          | Ferrari                          | 1:20:26,843 h                    | 5,278 km                         | 58                               | 228,316 km/h                     | 24. březen                       |
| 28  | 2025 | Lando Norris                     | McLaren                          | Mercedes                         | 1:42:06,304 h                    | 5,278 km                         | 57                               | 176,786 km/h                     | 16. březen                       |

## Verze okruhu

Trať formule 1 v letech 1996–2020
Trať formule 1 od roku 2021